# Flagstone

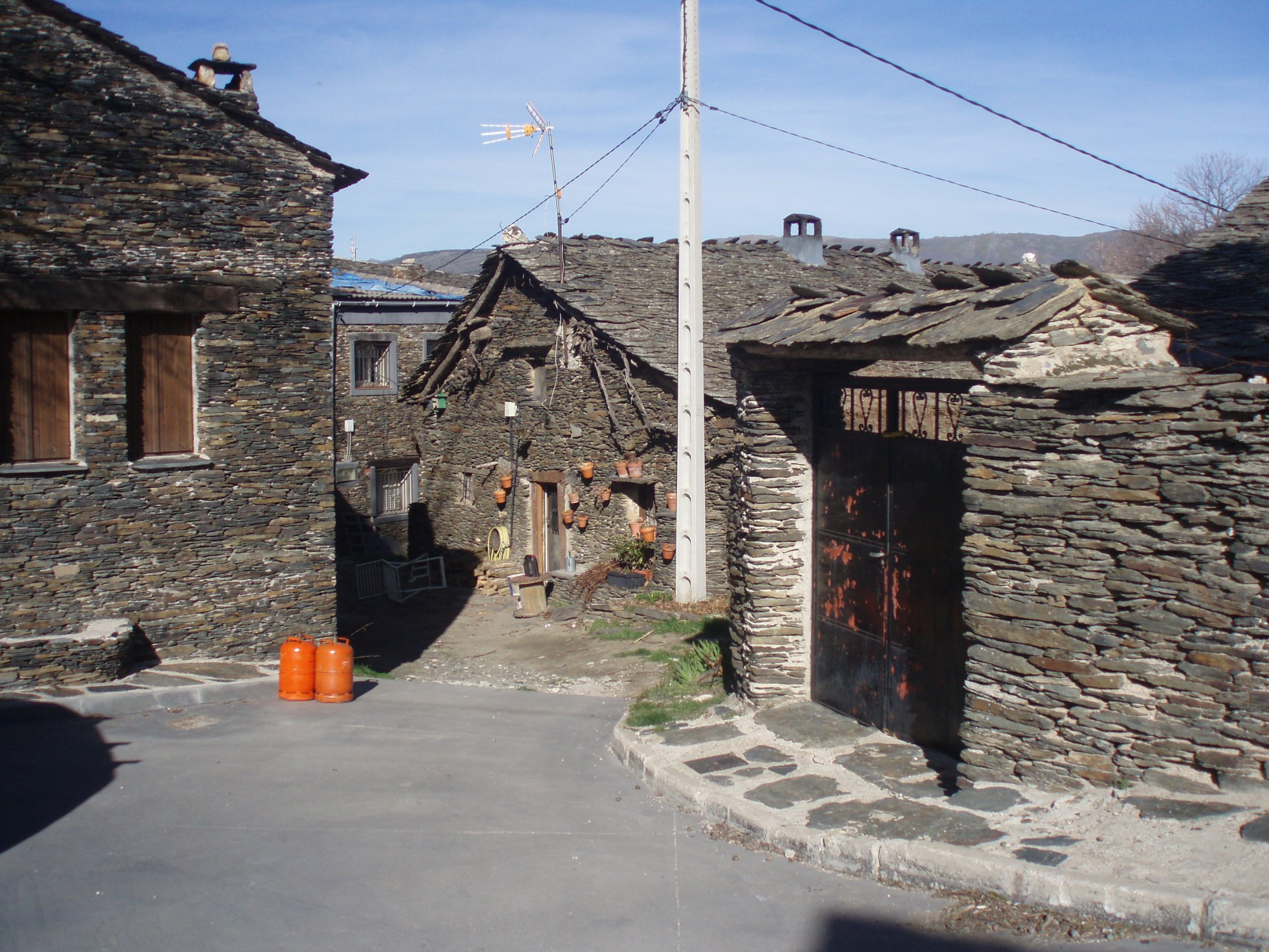
Huizen opgetrokken uit flagstone

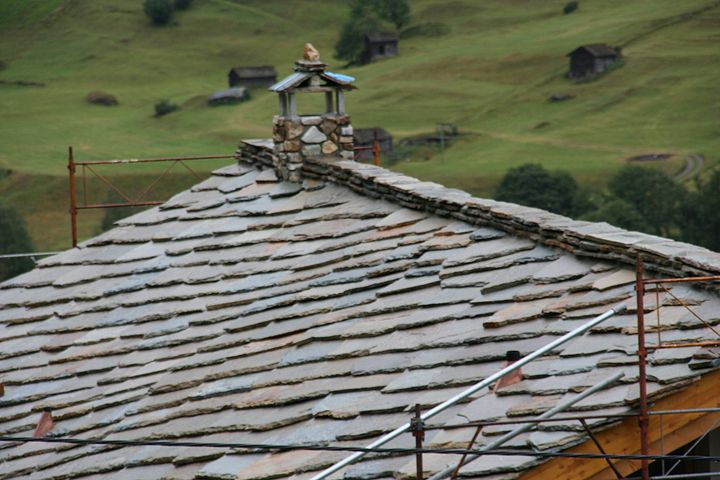
Een dak belegd met onregelmatig gevormde natuursteen

Een flagstone of stapsteen is natuurlijk gekloofde natuursteen in de vorm van een plaat of tegel. Een partij gedolven flagstones kenmerkt zich door verschillen in vorm, dikte, structuur en grootte. Het zijn vlakke stenen die voor bepaalde toepassingen verder bewerkt kunnen worden.
Flagstones worden al vele eeuwen op talrijke manieren toegepast in de bouw. Bepaalde soorten zijn vooral geschikt voor opgaand muurwerk, andere weer als dakbedekking of vloerafwerking. Tegenwoordig worden sommige soorten natuursteen in platen vooral gebruikt voor het bestraten van tuinpaden en terrassen en het betegelen van vloeren. Vooral in de jaren 60 en 70 van de 20e eeuw was onregelmatig gevormde, vaak roodkleurige, flagstone populair voor de tuin.